# AOC Crémant d'Alsace

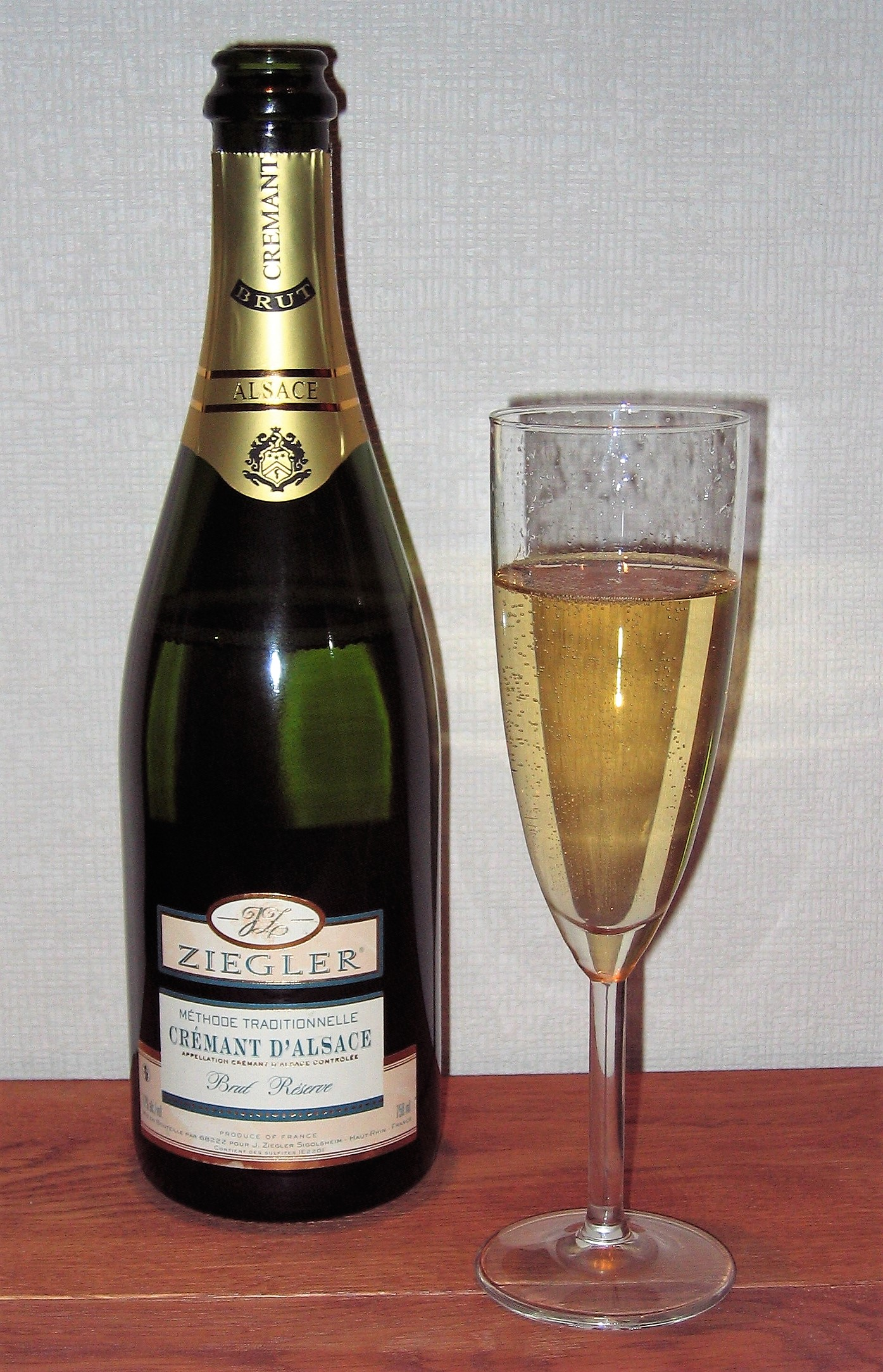
Crémant d'Alsace.

Crémant d'Alsace es una Appellation d'Origine Contrôlée (AOC) de vino espumoso que se elabora en la región vinícola de Alsacia, en Francia. Tiene alrededor de un 12% de alcohol. Se trata de un vino tipo crémant.

## Elaboración
Para su elaboración se usa el método tradicional (fermentación en botella). El crémant d'Alsace pasó a ser el líder incontestado del vino espumoso francés, después del champán.
En su mayor parte se hace con uvas pinot blanc, pero también puede contener pinot gris, riesling, pinot noir, auxerrois y chardonnay (Chardonnay puede estar vetada para las dos denominaciones de origen alsacianas de vinos "tranquilos"). Las uvas destinadas a la elaboración de los vinos que llevan el nombre "AOC Crémant d'Alsace" se vendimian varios días antes de los destinados a los vinos que llevan las denominaciones "AOC Alsace" y "AOC Alsace Grand Cru". Como para el champán, la cosecha se efectúa manualmente, estando prohibida la máquina de vendimia. 
El crémant rosé d'Alsace, más raro, se hace exclusivamente con uvas pinot noir. 
La vinificación de los crémants está incluida en el proceso complejo y exige unos verdaderos conocimientos técnicos. En efecto, después de la fermentación tradicional en barril, se trata de efectuar una segunda fermentación. Para ello, los viticultores añaden al vino blanco tranquilo (básico) azúcar y levaduras. Esta fermentación, que tiene lugar en la botella, produce gas carbónico. Atrapado este, vuelve el vino espumoso (de ahí el nombre de la etapa: "toma de espuma"). En paralelo, el azúcar desaparece para formar el alcohol. Después de un período de envejecimiento sobre tablas actualmente fijado en 9 meses (está previsto pasar a 12 meses), las botellas se vuelven sobre su punta para que el depósito se concentre en el cuello en espera de la hora del descorche. El depósito es evacuado entonces por enfriamiento antes de colocar el tapón y el muselet (alambre). 
Se produce esencialmente en Alsacia en Barr, Bennwihr, Eguisheim, Ingersheim, Riquewihr, Wintzenheim, etcétera.

## Etiquetado
Los vinos que llevan la denominación AOC Crémant d'Alsace deben embotellarse obligatoriamente en su región de producción. Los vinos con denominación Crémant d'Alsace se comercializan con todas las menciones referentes a su composición. Estas menciones son:
- Blanc de Blancs (Blanco de Blancos),
- Blanc de Noirs (Blanco de Negros),
- Brut: desarrollo seco con un resto máximo de contenido de azúcar de 15 gramos por litro.
- Millésimé (con el año de la cosecha): las bayas de los vinos básicos usados en el crémant son originarios de un año.
- Rosé: el crémant se ha mezclado al menos con un vino tinto básico, elaborado con uvas pinot noir.
- Sigillé: el crémant ha sido premiado por la Cofradía de San Esteban.

La mención de la variedad vinífera se autoriza si el 100% del vino se produce con esta vid.

## Cosecha
Crémant d'Alsace es una parte significativa de la producción de vino de Alsacia, con el 18% del viñedo de la región usado para este propósito. En 2004 se fabricaron 214.946 hectolitros, lo que supone una subida del 35,6% en relación con la media de los cinco años anteriores (fuente: Conseil Interprofessionnel des Vins d'Alsace); en 2005 273.733 hl, nuevamente un alza del 27,3 % en un año y el equivalente de 36,5 millones de botellas. En 2006 se llegó a los 223.942 hectolitros, aproximadamente 30 millones de botellas.
Representaba en 2006 el cuarto del conjunto de las denominaciones AOC de Alsacia y agrupa a 500 productores alsacianos independientes. Un 10% de la producción se destina a la exportación, principalmente al Benelux, Alemania, Dinamarca, los Estados Unidos, Suecia y los Países Bajos (por orden de importancia).

## Consumo
El crémant d'Alsace debe servirse en copas tipo flauta entre 5 y 7 °C. Constituye un aperitivo refinado ideal para cócteles, recepciones, fiestas o a lo largo de una comida. Acompaña con excelencia los platos con marisco o queso. 

## Historia
El viñedo alsaciano del que provienen las uvas del crémant d'Alsace es uno de los más antiguos de Francia. Gregorio de Tours elogia el viñedo de Marlenheim en 589. Se cuentan ciento ocho pueblos vitícolas en 800, ciento sesenta en 900, cuatrocientos treinta en 1400. En esta época, el vino de Alsacia, blanco y tinto, era uno de los más reputados de Europa y uno de los más caros.
Numerosas guerras, circunstancias económicas desfavorables y el mantenimiento de una legislación caduca condujeron durante los siglos siguientes al borde de la pérdida del vino de Alsacia. La situación se rectificó tras la Primera Guerra Mundial. Es Julien Dopff en el molino de Riquewihr quien fue el primer viticultor alsaciano que adaptó el método de champanización del vino blanco después de haber asistido a una demostración de descorche de champán en la Exposición Universal de París en 1900. Comercializó el "Champagne Dopff" tras una estancia de tres años en Épernay.
Obtuvo el reconocimiento como AOC el 24 de agosto de 1976,luego modificada en 2002. A partir de 1982, es una denominación de origen protegida (PDO) ante la Unión Europea.